# Georges Gruillot
Georges Gruillot, né le 14 août 1931 à Bretenière et mort le 7 mars 2021 à Besançon, , est un homme politique français.

## Biographie
Docteur vétérinaire de profession, il devient sénateur du Doubs le 4 septembre 1988 à la suite de l'élection de Robert Schwint à l'Assemblée nationale. Il est réélu le 24 septembre 1989, puis le 27 septembre 1998 au 1er tour, sous l'étiquette RPR. Il ne se représente pas en 2008.
Georges Gruillot est chevalier de la Légion d'honneur (JO du 1er janvier 2009).

## Mandats
- 1988 - 2008 : sénateur du Doubs
- 1982 - 1999 : président du conseil général du Doubs
- 1979 - 2004 : conseiller général du Doubs
- 1977 - 2001 : maire de Vercel-Villedieu-le-Camp